# Яценков, Григорий Максимович
Григорий Максимович Яценков (1778 — 3 апреля 1852) — российский писатель, журналист (с 1798 года), переводчик (с французского и немецкого), издатель, цензор.
С 24 сентября 1804 по 10 апреля 1820 — цензор Санкт-Петербургского цензурного комитета.

## Работы
- Яценков Г. М. Дворянство наполеоново пред судилищем потомства. — СПб.: в тип. Правительствующего сената, 1814. — 51 с. — (автор раскрыт по изд.: Масанов. Словарь псевдонимов. – Т. 3. – М., 1958).
- Яценков Г. М. На какой степени находится земледелие в России: От Вольного экон. о-ва. — [СПб.]: [тип. Иверсена], 1840. — 8 с.
- Яценков Г. М. О состоянии мануфактур в России; О пользе компаний; О белении полотен; О земледелии в России; Английский способ расчисления меры досок; Распиловка брёвен // Библиотека для чтения. — Издательство Смирдина, 1834. — Т. 1.

## Переводы
- Деперт Ж. Л. История кораблекрушений или Собрание любопытнейших повествований о кораблекрушениях, … / Пер. с фр.: Г. М. Яценков. — М., 1799–1800. — Т. 1–3.
- Кампе И. Г. Отеческие советы моей дочери. – Ч. 1–2 / Пер.: Г. М. Яценков. — СПб.: напеч. при 1-м Кадетском корпусе, 1803–1804. — 231; 254 с.
- Мейснер А. Г. Мейснеровы повести и разговоры / Пер. с нем.: Г. Яценко[в].. — М.: в тип. Селивановского и товар., 1796—1799. — Т. 1-3. — 126; 126; 149 с.
- Суза А. М. Евгений Ротелен / Пер. с фр.: Г. Яценков. — СПб.: в Медицинской тип., 1808. — Т. 1–2. — 147; 188 с. — (Автор установлен по изд.: Barbier. Dictionnaire des ouvrages anonymes. – T. 2. – P. 322).
- Фабер Г. Т. Бич Франции или коварная и вероломная система правления нынешнего повелителя французов, описанная очевидным наблюдателем / Пер. с фр.: Г. М. Яценков. — СПб.: в сенатской тип., 1813. — 152 с.

## Журналы
- «Дух журналов» — в период с 1815 по 1821 годы вышло 43 части
- «Журнал мануфактур и торговли» — в период с 1825 по 1827 годы вышло 36 изданий.